# Forță arhimedică

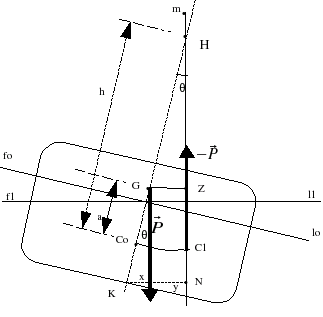
Un corp cufundat parțial într-un lichid (forța arhimedică este egală cu greutatea): G este centrul de greutate, C1 este punctul de aplicare a forței arhimedice)

Legea lui Arhimede sau principiul lui Arhimede este o lege a hidrostaticii, care afirmă că un corp scufundat într-un fluid este împins de către fluid, de jos în sus, cu o forță egală cu greutatea volumului de fluid dezlocuit de către corp. Această forță se numește forță arhimedică. A fost descoperită în mod empiric de către Arhimede în secolul al III-lea î.Hr. și demonstrată în secolul al XVI-lea. Uneori este utilizat și termenul legea plutirii corpurilor pentru acest principiu.  
Forța arhimedică apare în situația în care sistemul este plasat într-un câmp gravitațional; forța respectivă are aceeași direcție cu cea a câmpului gravitațional și sens opus. Punctul de aplicație al forței arhimedice este centrul de masă al fluidului dezlocuit de corp. Valoarea și direcția forței arhimedice nu depind de forma sau densitatea corpului.
Legea lui Arhimede este denumită astfel în onoarea savantului antic grec Arhimede.

## Cauza
Forța arhimedică este cauzată de variația presiunii hidrostatice cu adâncimea de scufundare. 
Asupra suprafeței unui corp scufundat într-un fluid acționează presiunea hidrostatică a fluidului. Presiunea hidrostatică fiind egală în punctele situate la aceeași adâncime, forța rezultată din presiunea exercitată pe fețele laterale este nulă. În schimb, deoarece presiunea hidrostatică la nivelul părții inferioare a corpului scufundat este mai mare decât cea la nivelul părții superioare, forța exercitată în sus pe fața inferioară este mai mare decât forța exercitată în jos asupra feței superioare, diferența celor două forțe fiind forța arhimedică.

## O demonstrație parțială
Se pot distinge trei cazuri de fluide diferite, cel al lichidelor, cel al gazelor și cel al plasmei. În general este mai ușor de studiat cazul în care fluidul este un lichid pentru că lichidele au volum propriu și, ca atare, densitatea lichidelor variază relativ puțin o dată cu schimbarea presiunii. Cazurile gazelor și al plasmei sunt mai complicat de studiat, din cauza variației importante a densității cu adâncimea.
Forța lui Arhimede apare din cauza variației presiunii cu adâncimea: presiunea pe care fluidul o exercită asupra „bazei” (părții de jos) a corpului este mai mare decât cea exercitată asupra părții de sus a corpului. O demonstrație completă folosește deci o integrală pe suprafața (cufundată în lichid) a corpului. Pentru un corp de formă paralelipipedică nu e nevoie de integrală, și calculele se simplifică. 
Fie deci un paralelipiped de dimensiuni {\displaystyle L\;\;}, {\displaystyle l\;\;}, {\displaystyle h\;\;} cufundat complet în lichid (și având baza orizontală). Presiunea într-un lichid este {\displaystyle p=p_{0}+\rho \;\;g\;\;z}, {\displaystyle p_{0}\;\;} fiind presiunea atmosferică (pe care o putem neglija pentru că este o constantă aditivă pentru toate relațiile următoare), {\displaystyle \rho \;\;} este densitatea lichidului, {\displaystyle g\;\;} este modulul accelerației gravitaționale, iar {\displaystyle z\;\;} dă nivelul la care facem măsurătoarea („adâncimea” la care măsurăm). 
Presiunile asupra pereților laterali se anulează (am presupus suprafețe egale și corpul vertical, deci și presiuni egale), 
iar forța netă va fi diferența între forțele exercitate de presiune asupra bazei și respectiv asupra „tavanului”:
- {\displaystyle F=S\;\;\rho \;\;g\;\;(z+h)-S\;\;\rho \;\;g\;\;z}
- {\displaystyle F=S\;\;\rho \;\;g\;\;h=\rho \ Vg\;\;}
- {\displaystyle S=L\;\;l} fiind suprafața bazei (volumul corpului este suprafața bazei înmulțită cu înălțimea).

Volumul corpului fiind egal cu volumul de lichid dezlocuit avem {\displaystyle F=\rho \ Vg\;\;}, care este tocmai greutatea acestui volum. Am notat cu {\displaystyle z\;\;} nivelul la care se află peretele superior al paralelipedului, dar se vede că forța arhimedică este independentă de acest nivel (ca și de greutatea corpului!). Depinzând de greutatea volumului de lichid dezlocuit, depinde de accelerația gravitațională.
- Observație: {\displaystyle g\;\;} desemnează aici valoarea accelerației gravitaționale, care pe Pământ este în medie 9,81 m/s2 (variază cu latitudinea locului în care se face experimentul sau măsurarea: la ecuator greutatea e mai mică decât la poli din cauza rotației planetei și a formei sale nesferice).

## Aplicații
Forța arhimedică permite plutirea vapoarelor și a baloanelor.
Dacă forța arhimedică nu este suficientă pentru a genera plutire, ea provoacă micșorarea greutății aparente a corpului.
Tot legea lui Arhimede este implicată în măsurarea densității fluidelor cu ajutorul areometrului.